# Enjoy Incubus
Enjoy Incubus (рус. «Насладитесь Incubus») — второй мини-альбом американской рок-группы Incubus.
Enjoy Incubus был выпущен Epic Records 7 января 1997 года, тем самым став первым альбомом группы, вышедшем на мейджор-лейбле. Пластинка содержит перезаписанные версии песен, появившихся ранее на независимо выпущенных альбомах Let Me Tell Ya 'Bout Root Beer и Fungus Amongus. Также Enjoy Incubus включает в себя неиздававшиеся композиции.
Enjoy Incubus стал первым альбомом, где были изданы треки в записи которых принимал участие новый участник Incubus DJ Lyfe. На обложке альбома впервые появляется загадочный человек с усами, которого сами участники группы называли Чак. В последующие годы Чак несколько раз появляется на обложках релизов Incubus.

## Список композиций
1. «You Will Be a Hot Dancer» — 4:17
2. «Shaft!» — 3:25
3. «Take Me to Your Leader» — 4:43
4. «Version» — 4:17
5. «Azwethinkweiz» — 3:48
6. «Hilikus» — 18:05
  - Безымянный скрытый трек (в поздних изданиях Enjoy Incubus называется «Скрытый бонус») играет через десять минут и две секунды тишины.
  - Когда воспроизведение трека «Azwethinkweiz» дойдёт до 3 минут 40 секунд при перемотке назад от вокалиста Брэндона Бойда можно услышать сообщение: «Мы курили коноплю и так появилась „Azwethinkweiz“».

## Участники записи
- Брэндон Бойд — вокал, перкуссия
- Майк Айнзайгер — гитара, клавишные
- DJ Lyfe — скретчинг
- Дирк Лэнс — бас-гитара
- Хосе Пасийяс — ударные